# Épuisement émotionnel
 (juin 2020).
- Si vous ne connaissez pas le sujet, laissez ce bandeau (vous pouvez alors contacter les auteurs).
- Si vous supprimez le contenu mis en cause (vous pouvez préalablement contacter les auteurs),

argumentez précisément cette suppression dans la page de discussion
(un manque de référence n'est pas un argument ; une recherche réelle de référence doit avoir été effectuée, être formellement documentée).
L'épuisement émotionnel est un état d'épuisement physique et émotionnel chronique qui résulte d'un travail excessif, d'exigences personnelles et/ou d'un stress continu. 
Il décrit un sentiment d'être émotionnellement débordé et épuisé par son travail. Il se manifeste à la fois par une fatigue physique et un sentiment de se sentir vidé psychologiquement et émotionnellement.